# دریاچه ژوکی
دریاچه ژوکی (انگلیسی: Zhokey) یک دریاچه در استان آق‌مولای کشور قزاقستان است.